# Ellsworth Kelly
Pour les articles homonymes, voir Kelly.
Ellsworth Kelly, né le 31 mai 1923 à Newburgh, dans l'État de New York, et mort le 27 décembre 2015 à Spencertown (Austerlitz), est un peintre et sculpteur abstrait américain dont le style des œuvres est apparenté aux courants du Color Field painting et du minimalisme.

## Biographie
Né le 31 mai 1923 à Newburgh,, il commence en 1941 des études d'art à New York, que la guerre interrompt bientôt. Mobilisé en tant que soldat de l'US Army, il se rend pour la première fois à Paris en 1944, puis y retourne, aidé par la G.I. Bill, qui lui permet d'étudier la peinture en 1948 après deux années d'études de 1946 à 1948 à Boston. 

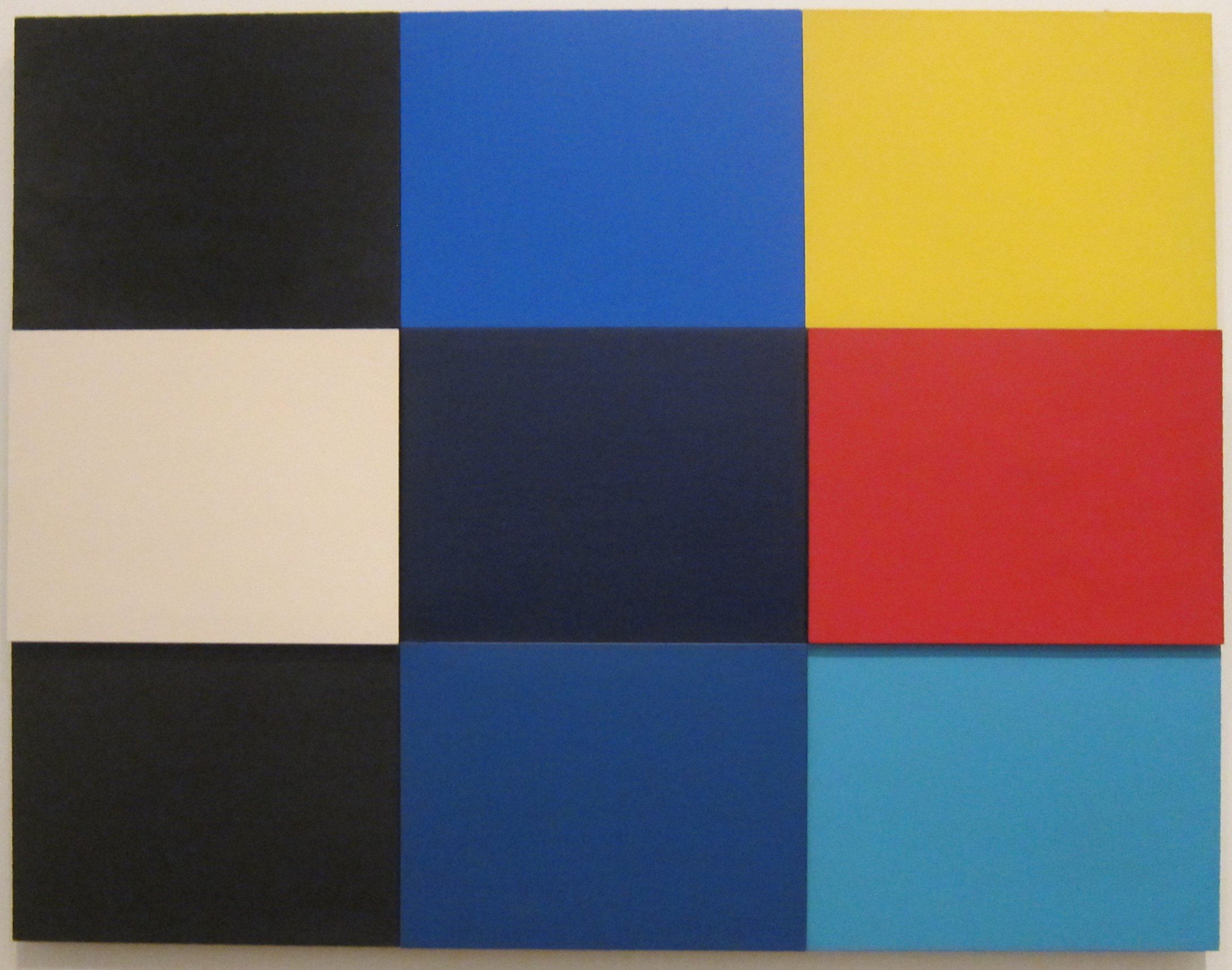
Méditerranée (1952), huile sur bois, Tate Modern.

Il s'installe à Paris de 1948 à 1954,, où il trouve l'orientation de son art, une simplification abstraite du tableau et une mise en volume de la peinture.
Sa première exposition se tient à Paris en 1951. Puis, il retourne à New York de 1954 à 1969, où il expose assez régulièrement et effectue sa première vente vers un musée important en 1956. Par la suite il reçoit diverses commandes destinées à des espaces architecturaux.
Entre 1959 et 1963, il expose successivement pour le Museum of Modern Art à New York, à la Washington Gallery of Modern Art.
En 1969, il s'installe au nord de New York et le Museum of Modern Art de New York organise une rétrospective de son œuvre en 1973. 
Il commence à faire des sculptures monumentales, reçoit divers prix et fait de nombreuses expositions aux États-Unis comme pour la sculpture en 1982 au Whitney Museum of American Art à New York ou en 1987, une Print Retrospective au Detroit Institute of Arts et Works on Paper au Museum of Fine Arts à Boston.
Il expose aussi en Europe avec en 1981 une exposition à Amsterdam et au Musée national d'art moderne de Paris. Au début des années 1990, il fait une exposition de ses années de travail à Paris (1992). Il est aussi dans l'exposition New Displays à la Tate Gallery de Londres et en 2018 une exposition monographique lui est consacrée à la Fondation Yvon Lambert à Avignon.
En 1996, il fait aussi l'exposition Ellsworth Kelly on the Roof au Metropolitan Museum of Art à New York. En 1999, Works on Paper 1948-1955 au Fogg Art Museum à Harvard et en 2002 Tablet: 1948–1973 dans The Drawing Center à New York.
Ellsworth Kelly est mort le 27 décembre 2015 à Spencertown (Etat de New York) à l’âge de 92 ans.
A titre posthume, sa seule installation permanente, nommée Austin, sera inaugurée en 2018 au  Blanton Museum à Austin (Texas).

## Vie privée
Ellsworth Kelly était marié au photographe Jack Shear, leur relation a duré près de trente ans.

## Principales œuvres

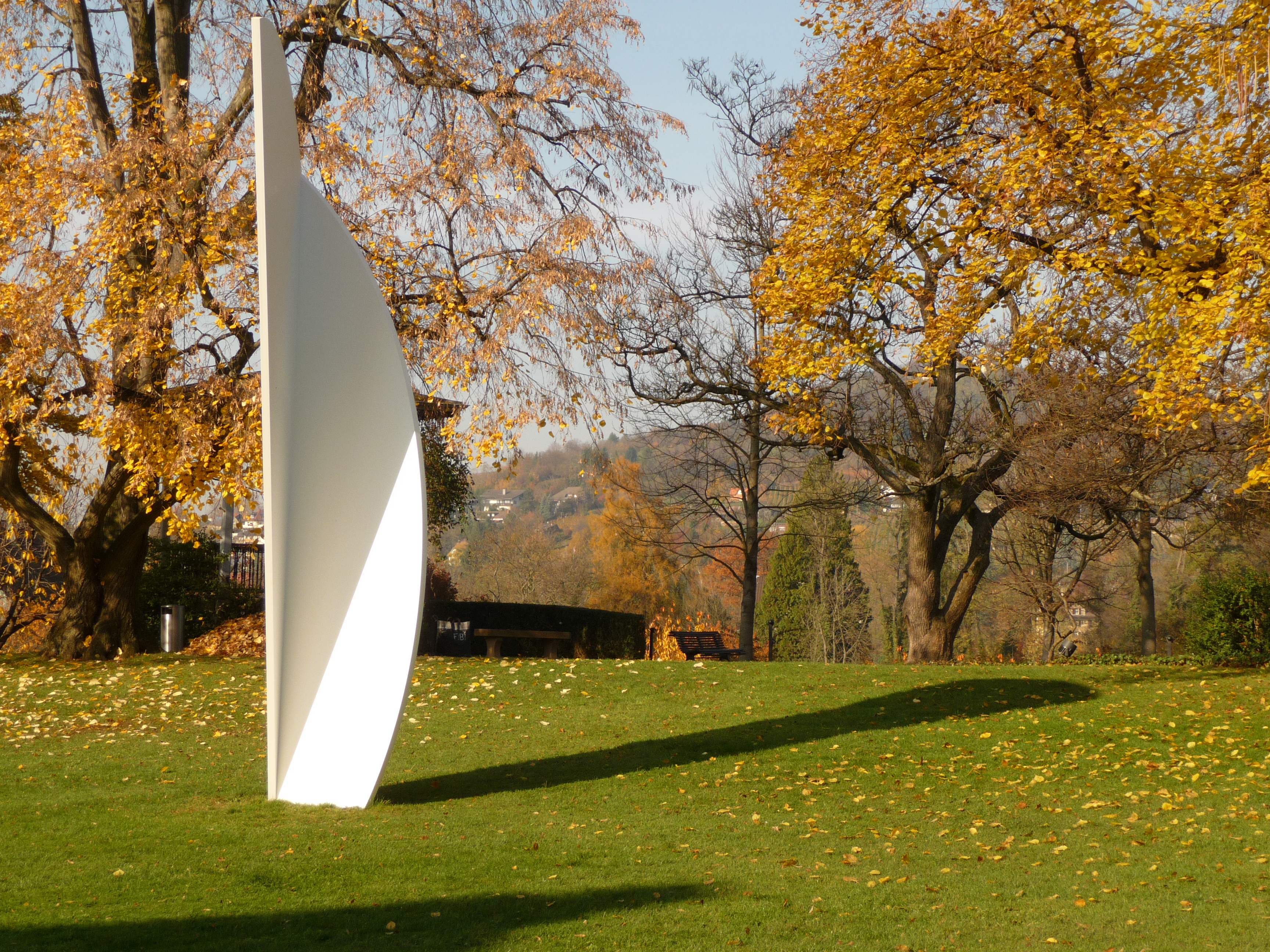
White Curves (2002), en aluminium blanc, sculpture d'Ellsworth Kelly dans le jardin de la Fondation Beyeler à Riehen (Suisse).

- Museum of Modern Art, Paris, 1949, huile et bois sur toile, MNAM, Paris
- Spectrum of Colors Arranged by Chance, 1951–53, huile sur bois, San Francisco Museum of Modern Art
- Black Ripe, 1955, huile sur toile, collection d'Harry W. et de Mary Margaret Anderson
- Sculpture for a Large Wall, 1957, aluminium anodisé, Museum of Modern Art, New York
- Red Blue Green, 1963, huile sur toile, Musée d'art contemporain de San Diego, San Diego
- Yellow Curve I, 1972, huile sur toile, musée Guggenheim de Bilbao
- Curve IX, 1974, aluminium poli, collection privée
- Tòtem, 1985, parc de la Creueta del Coll, Barcelone[8]
- Houston Triptych, 1986, bronze, Musée des beaux-arts de Houston
- Three Panels: Orange, Dark Gray, Green, 1986, huile sur toile, Museum of Modern Art, New York
- Red Curves, 1996, huile sur toile, collection privée
- High Yellow, 1960, huile sur toile, Blanton Museum of Art à Austin
- Ellsworth Kelly : Chatham series, 2013, Museum of Modern Art, New York
- Prints, 2014, Galerie Lelong, Paris

## Distinctions

### Prix
- 1963 : Prix de créativité artistique de l'université Brandeis[9]
- 1964 : Prix de peinture de la fondation Carnegie pour la paix internationale[9]
- 1974 : Prix de peinture de l'Art Institute of Chicago[9]
- 2000 : Praemium Imperiale dans la catégorie peinture[10]
- 2013 : National Medal of Arts[11]

### Décorations
- Chevalier de l'ordre des Arts et des Lettres[9]
- Chevalier de la Légion d'honneur

Il reçoit les insignes de la Légion d'honneur à Washington DC, par le gouvernement français.

### Honneurs
En janvier 2019, l'United States Postal Service annonce l'impression d'un ensemble de timbres représentant ses œuvres.
Il a reçu plusieurs Doctorat honoris causa :
- 1996 : Bard College de New York[9]
- 1997 : Royal College of Art[9]
- 2003 : Université Harvard[13]
- 2005 : Williams College
- 2013 : Université Brandeis en Lettres humaines